# Simão Bertelli
Simão Verza Bertelli (Antônio Prado, 2 de julio de 1993) es un futbolista brasileño que juega como portero, actualmente defiende el AVS SAD en la segunda división de Portugal. 

## Carrera profesional
Simão hizo su debut con el Glória en la derrota 2-1 contra São Paulo RS en el Campeonato Gaúcho el 3 de febrero de 2016.  Tras ayudar al Operário en varias promociones a la Serie B del Campeonato Brasileño, el 26 de julio de 2019, Simão se unió al Paços de Ferreira, club de la Primeira Liga, por préstamo. 

### ABC
Simão fue contratado por el ABC para la temporada de 2023, donde ayudó al club a llegar a la tercera fase de la Copa do Brasil y a obtener el segundo lugar en el Campeonato Potiguar. Fueron 47 partidos hasta la rescisión de contrato el 4 de agosto de 2023.

### AVS SAD
En agosto de 2023, Simão se trasladó al AVS SAD, equipo que juega en la segunda división de la liga portuguesa. Un mes después, Simão debutó en la victoria 1-0 contra el Louletano en la Taça de Portugal.

## Estadísticas de carrera

### Clubes
| Club              | Temporada      | Campeonato Nacional | Campeonato Nacional | Campeonato Nacional | Campeonato estadual | Campeonato estadual | Campeonato estadual | Copa Nacional | Copa Nacional   | Copa Nacional      | Otros    | Otros           | Otros              | Total    | Total           | Total              |    |
| Club              | Temporada      | Partidos            | Goles Recibidos     | Partidos sin Goles  | Partidos            | Goles Recibidos     | Partidos sin Goles  | Partidos      | Goles Recibidos | Partidos sin Goles | Partidos | Goles Recibidos | Partidos sin Goles | Partidos | Goles Recibidos | Partidos sin Goles |    |
| ----------------- | -------------- | ------------------- | ------------------- | ------------------- | ------------------- | ------------------- | ------------------- | ------------- | --------------- | ------------------ | -------- | --------------- | ------------------ | -------- | --------------- | ------------------ | -- |
| Atlético Tubarão  | 2014 – 2016    | –                   | –                   | –                   | –                   | –                   | –                   | –             | –               | –                  | 16       | 13              | 9                  | 16       | 13              | 9                  |    |
| Operário -PR      | 2016 – 2022    | 73                  | 71                  | 30                  | 34                  | 23                  | 16                  | 3             | 5               | 1                  | 30       | 15              | 19                 | 140      | 114             | 65                 |    |
| Paços de Ferreira | 2019 – 2020    | 2                   | 2                   | 0                   | –                   | –                   | –                   | 5             | 2               | 3                  |          |                 |                    |          |                 |                    |    |
| Atlético Tubarão  | 2014 – 2016    | –                   | –                   | –                   | –                   | –                   | –                   | –             | –               | –                  | 16       | 13              | 9                  | 16       | 13              | 9                  |    |
| Operário -PR      | 2016 – 2022    | 73                  | 71                  | 30                  | 34                  | 23                  | 16                  | 3             | 5               | 1                  | 30       | 15              | 19                 | 140      | 114             | 65                 |    |
| Paços de Ferreira | 2019 – 2020    | 2                   | 2                   | 0                   | –                   | –                   | –                   | 5             | 2               | 3                  | 5        | 4               | 3                  | Total    | 140             | 116                | 66 |
| ABC               | 2023           | 19                  | 28                  | 3                   | 14                  | 6                   | 9                   | 4             | 3               | 2                  | 10       | 8               | 4                  | 47       | 45              | 18                 |    |
| AVS               | 2023 –         | –                   | –                   | –                   | –                   | –                   | –                   | 3             | 3               | 1                  | –        | –               | –                  | 3        | 3               | 1                  |    |
| Outros            | 12/14 & 15/16  | –                   | –                   | –                   | 4                   | 4                   | 1                   | –             | –               | –                  | 5        | –               | –                  | 9        | 4               | 1                  |    |
| Carreira total    | Carreira total | 56                  | 74                  | 13                  | 36                  | 19                  | 20                  | 14            | 12              | 7                  | 40       | 23              | 23                 | 224      | 183             | 97                 |    |

## Títulos
Novo Hamburgo
- Copa FGF: 2013

Glória
- Campeonato Gaúcho - Divisão de Acesso: 2015

Operário-PR
- Campeonato Brasileiro de Futebol - Série C: 2018

- Campeonato Brasileiro de Futebol - Série D: 2017

- Taça FPF: 2016

- Campeonato Paranaense - 2º Divisão: 2018